# George Atlee Goodling
George Atlee Goodling (Loganville, 26 settembre 1896 – York, 17 ottobre 1982) è stato un politico statunitense, membro della Camera dei Rappresentanti per lo stato della Pennsylvania dal 1961 al 1965 e poi ancora dal 1967 al 1975.

## Biografia
Nato a Loganville, Goodling prestò servizio militare nella marina durante la prima guerra mondiale. Laureatosi alla Pennsylvania State University, lavorò come direttore di una banca e di una compagnia assicuratrice, poi divenne preside di una scuola.
Entrato in politica con il Partito Repubblicano, nel 1943 ottenne un seggio all'interno della Camera dei rappresentanti della Pennsylvania, la camera bassa della legislatura statale, dove rimase per quattordici anni.
Nel 1960 fu eletto alla Camera dei Rappresentanti nazionale, sconfiggendo il deputato democratico in carica James Quigley. Fu riconfermato per un secondo mandato nel 1962, ma nel 1964 venne sconfitto dall'avversario democratico Nathaniel Craley. Nel 1966 Goodling decise di ricandidarsi per il seggio e sconfisse Craley, tornando alla Camera. Gli elettori gli conferirono altri tre mandati negli anni successivi, fin quando nel 1974 annunciò la propria intenzione di non candidarsi ulteriormente e lasciò così il Congresso, venendo succeduto dal figlio William.
George Goodling morì nel 1982 all'età di ottantasei anni.